# Abederramão ibne Otba Alfiri
Abderramão, Abederramão, Abderramane ou Abederramane ibne Otba Alfiri (Abd ar-Rahman ibn Utba al-Fihri) foi o governador do Egito para o califa rival Abedalá ibne Zobair em 684, durante a Segunda Fitna. Os carijitas do Egito se proclamaram para ibne Zobair quando se proclamou califa em Meca, e ibne Zobair despachou Abederramão para se tornar o governador da província. Embora o governador em exercício, Saíde ibne Iázide, tenha cedido, as elites árabes residentes da província mal toleraram sua presença e iniciaram contatos com o califa omíada Maruane I em Damasco. Esses contatos encorajaram Maruane a marchar contra o Egito, onde Abederramão tentou em vão reunir uma defesa. Embora tenha fortificado a capital, Fostate, um exército que enviou para impedir o avanço omíada em Aila derreteu e sua frota foi destruída por tempestades. Maruane entrou no Egito sem oposição e, após alguns dias de confrontos diante de Fostate, os nobres da cidade o entregaram a ele. Abederramão foi autorizado a deixar o Egito com suas posses.